# Nápoles (familia)

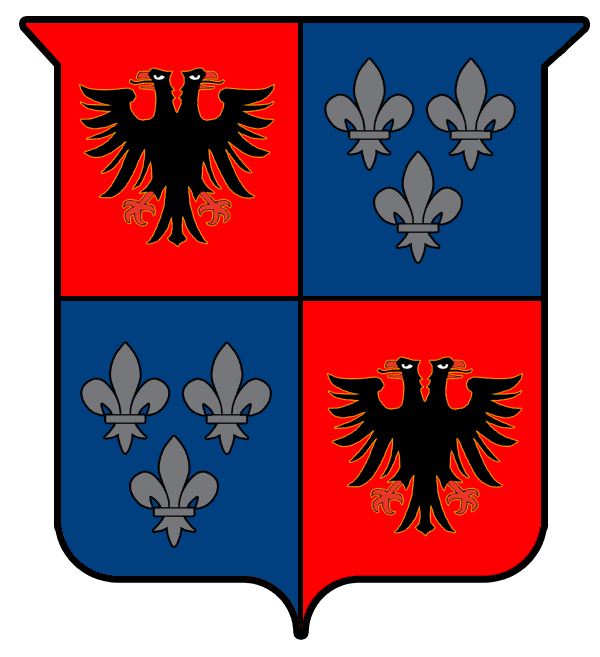
Cota de armas de los Nápoles usando el águila de doble cabeza del Reino de Albania y las flores de lis de la Casa de Anjou.

Nápoles es el nombre de una familia portuguesa cuyas raíces se encuentran en el Reino de Nápoles. 
Reivindicado ramal secundario de la real Casa de Anjou-Sicilia, de los reyes de Nápoles, Nápoles desciende de Esteban de Durazzo (reivindicado hijo menor de Juan, Duque de Durazzo, gobernante del Reino de Albania, y nieto de Carlos II de Nápoles), que se trasladó a Portugal durante la primera mitad del siglo XIV para unirse a las filas del Rey Afonso IV en la batalla del Salado. 
La rama principal de la familia en Portugal es la de los Señores de la Honra de Molelos, nombrados Vizcondes de Molelos por el rey Juan VI de Portugal y más tarde elevados a Condes de Molelos por el rey Miguel I, en reconocimiento de su apoyo a la facción tradicionalista durante las Guerras Liberales. Entre sus miembros están Leonardo Estêvão de Nápoles, Henrique Esteves da Veiga de Nápoles y Francisco de Paula de Tovar e Nápoles, el 1.er Vizconde de Molelos.